# Nemacheilus masyai
Cá chạch suối nam (tên khoa học: Nemacheilus masyai) là một loài cá trong chi Nemacheilus thuộc họ Cá chạch suối (Nemacheilidae).

## Đặc điểm
Thân thon dài, cán đuôi to, đầu cá nhỏ, nhọn, miệng nhỏ hình vòng cung, nằm phía dưới đầu, có 3 đôi râu dài, một đôi râu mõm, một đôi ở hàm trên và một đôi ở cằm, mắt trung bình, nằm sát đỉnh đầu. Vây lưng cao, khởi điểm trước khởi điểm vây bụng, vây ngực, vây bụng và vây hậu môn nhỏ, vây đuôi phân thùy sâu, thùy trên dài hơn thùy dưới.
Vẩy rất nhỏ, đường bên hoàn toàn từ trên nắp mang đến giữa gốc vây đuôi, thân nền nhạt có 12-14 sọc đứng thẫm từ lưng đến đường bên, vây lưng có một sọc hơi xiên màu đen, vây đuôi có hai sọc đứng màu thẫm và một đốm đen ở gốc vây, đường bên giữa thân có 12-14 đốm tròn đen nối nhau thành một sọc chạy dọc thân.